# Zdziechowa (gromada)
Zdziechowa – dawna gromada, czyli najmniejsza jednostka podziału terytorialnego Polskiej Rzeczypospolitej Ludowej w latach 1954–1972.
Gromady, z gromadzkimi radami narodowymi (GRN) jako organami władzy najniższego stopnia na wsi, funkcjonowały od reformy reorganizującej administrację wiejską przeprowadzonej jesienią 1954 do momentu ich zniesienia z dniem 1 stycznia 1973, tym samym wypierając organizację gminną w latach 1954–1972.
Gromadę Zdziechowa z siedzibą GRN w Zdziechowie utworzono – jako jedną z 8759 gromad na obszarze Polski – w powiecie gnieźnieńskim w woj. poznańskim, na mocy uchwały nr 19/54 WRN w Poznaniu z dnia 5 października 1954. W skład jednostki weszły obszary dotychczasowych gromad Krzyszczewo, Napoleonowo, Obora, Obórka, Pyszczynek i Zdziechowa ze zniesionej gminy Gniezno, obszar dotychczasowej gromady Bojanice oraz niektóre parcele z karty 5 obrębu Działyń z dotychczasowej gromady Działyń ze zniesionej gminy Kłecko, a także obszar dotychczasowej gromady Mączniki ze zniesionej gminy Mieleszyn – w tymże powiecie. Dla gromady ustalono 17 członków gromadzkiej rady narodowej.
1 stycznia 1962 z gromady Zdziechowa wyłączono miejscowość Bojanice, włączając ją do gromady Kłecko w tymże powiecie, po czym gromadę Zdziechowa zniesiono, a jej (pozostały) obszar włączono do gromady Skiereszewo tamże.